# Robin Beck (triatleta)
Robin Beck (Salt Lake City, 1953) es una deportista estadounidense que compitió en triatlón. Ganó una medalla de oro en el Campeonato Mundial de Ironman de 1980.

## Palmarés internacional
| Campeonato Mundial | Campeonato Mundial     | Campeonato Mundial | Campeonato Mundial |
| Año                | Lugar                  | Medalla            | Prueba             |
| ------------------ | ---------------------- | ------------------ | ------------------ |
| 1980               | Hawái (Estados Unidos) | Medalla de oro     | Individual         |